# Nimapada
Nimapada là một thị xã và là nơi đặt ủy ban khu vực quy hoạch (notified area committee) của quận Puri thuộc bang Orissa, Ấn Độ.

## Nhân khẩu
Theo điều tra dân số năm 2001 của Ấn Độ, Nimapada có dân số 16.914 người. Phái nam chiếm 52% tổng số dân và phái nữ chiếm 48%. Nimapada có tỷ lệ 77% biết đọc biết viết, cao hơn tỷ lệ trung bình toàn quốc là 59,5%: tỷ lệ cho phái nam là 82%, và tỷ lệ cho phái nữ là 72%. Tại Nimapada, 10% dân số nhỏ hơn 6 tuổi.